# Fesol de l'ull ros

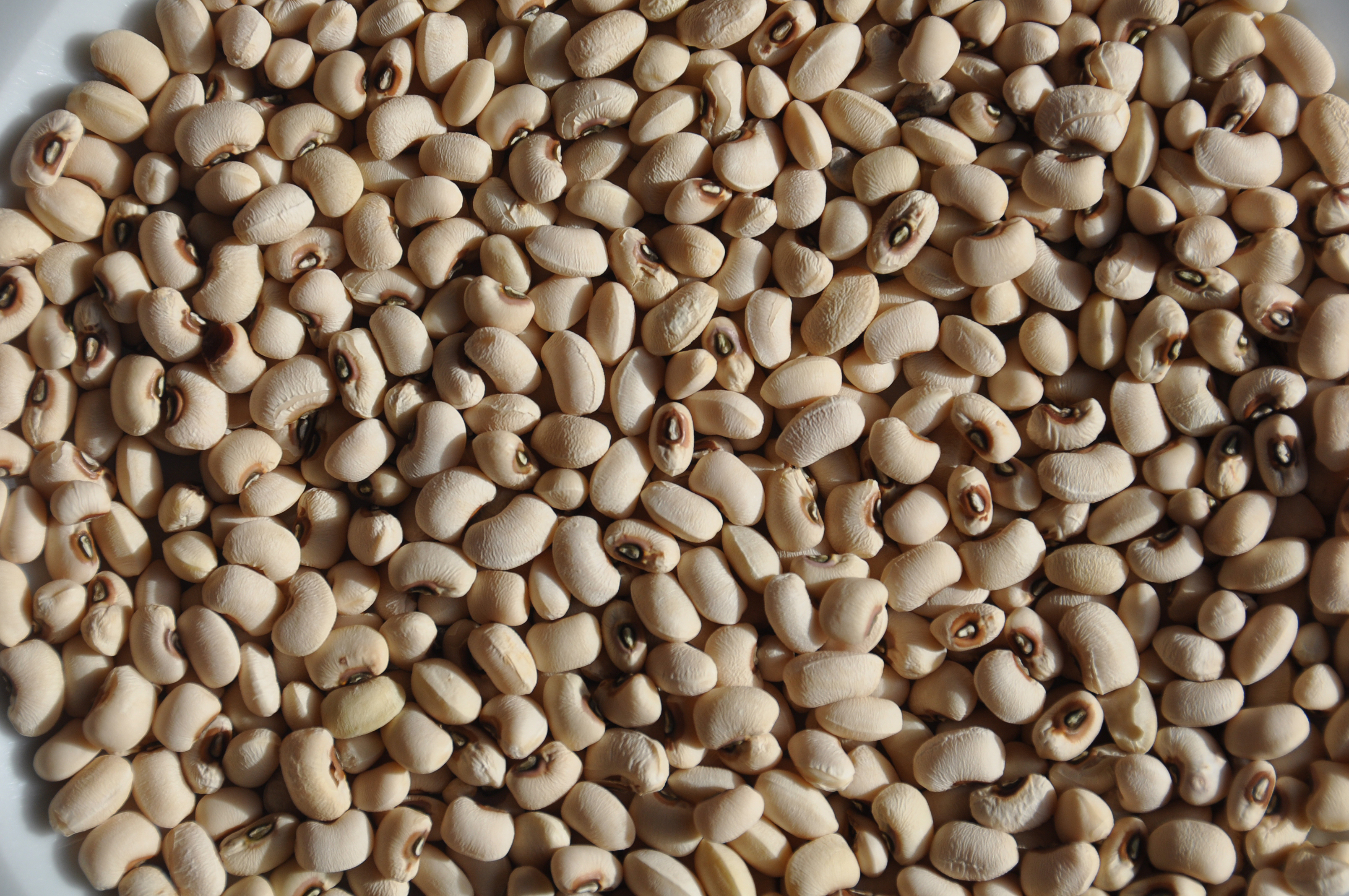
Fesols d'Ull Ros

El fesol de l'ull ros també conegut com a monget, banyolí o fesol menut és una varietat de llegum típica de l'Empordà i del Pla de l'Estany conreada des de molt antic. És un fesol de calibre petit de sabor suau i de pell fina que permet una cocció fàcil. Presenta una tonalitat groguenca amb una taca marró al mig. D'uns cinc centímetres de llarg presenta un ganxo menut, poc pronunciat. D'origen africà fou introduït pels romans. També es coneix amb els noms fesolet menut, mongeta banyolina, fesolets, caragirats o escurçatites.

Es sembra aproximadament per Sant Ponç (11 de maig). Es recol·lecta, sobretot a mà, pels volts d'agost pel fesol tendre d'esclovellar o pel setembre si és per consumir el llegum en sec. Originàriament era de mata alta però s'ha anat seleccionant i ara majoritàriament es conrea la de mata baixa. No s'ha de confondre amb el fesol de l'ull negre de menor qualitat i preu.
Es comercialitza en sec i tendre a establiments especialitzats de les comarques de l'Empordà, als mercats setmanals o bé en fires. El seu conreu s'ha anant reduint i principalment es conrea per l'autoconsum i des del 2017 diverses institucions i productors intenten augmentar-ne la producció i el consum.
Es consumeix preferentment en sec, però és exquisit consumit tendre. Es poden menjar bullits, amanits amb un raig d'oli i cansalada o incorporant-los en tota mena de guisats més elaborats.
El fesol, com tots els llegums, és un aliment que conté principalment hidrats de carboni complexes. Alhora, és una font important de proteïnes d'un valor biològic inferior però combinat amb cereals s'obté una proteïna d'elevada qualitat. El seu contingut en fibra ajuda a millorar el restrenyiment, disminuir el risc de càncer d'origen gastrointestinal i afavorir la sacietat.
Es realitza la Fira del fesol des del 2017 organitzada pels productors i l'Ajuntament de Palau-sator amb l'objectiu de potenciar el seu consum i la presència en botigues i restaurants. En el marc de la fira nou restaurants del municipi l'han incorporat a la seva carta. S'ha realitzat una recreació històrica de la tècnica tradicional del batre del fesol de l'ull ros i una demostració de la tècnica actual de la mecanització del batre.

## Marca de garantia Productes de l'Empordà

Logotip Marca de Garantia Productes de l'Empordà

El fesol de l'ull ros és un producte adherit a la Marca de garantia Productes de l'Empordà des del desembre del 2017. Els productors adherits a Productes de l'Empordà han de superar periòdicament els controls d'un laboratori alimentari que en certifica la qualitat en les diferents fases del producte per tal de rebre la certificació.
És un segell alimentari que té per objectiu personalitzar i reconèixer els productes propis de l'Empordà i ajudar a promocionar la seva comercialització. Aquest distintiu certifica la qualitat i l'origen empordanès del productes.